# ろぼっとポリスゴヨーダくん
『ろぼっとポリスゴヨーダくん』は、『月刊コロコロコミック』で1997年1月号から1998年6月号まで連載されていた玉井たけしによる漫画作品。

## あらすじ
日を追うごとに新たな手口が増え続ける凶悪犯罪対策として、警視庁の最新技術により製作されたロボットポリスの余ったパーツで製作された「ボロット」のゴヨーダが、お手柄をたててスーパーロボットポリスに改造を目指すギャグ漫画。

## 登場人物
ゴヨーダ
ロボットポリスの余ったパーツから作られたボロットポリス。マジメな性格で犯罪を取り締まるために必死であるがドジが多い。「〜であります」が口癖。単三乾電池一本で動く省エネ設計で、目くらまし用のフラッシュ機能、空を飛べるジェット機能、目覚まし機能などが装備されている。メカマニアの工作と知りあったことで尻山家で居候している。お手柄バッジを一個所持していた。
最終回では、ロボキングの暴走を止めるために「強力だがすぐに爆発する爆弾」で爆散。しかしこれはころっけ（後述）によるスーパーロボットポリスの資格を試す抜き打ちテストのようなものであり、自分を犠牲にしてでも周りを助ける人柄を認められた。本体であるAIチップは無事であったため、ころっけ所属のスーパーロボットポリスとしての新たなボディを与えられて生まれ変わる。改造後はころっけ長官に「ラジャー」と機械的に答え、工作の軽口にも応えないなど、まるでボロットの頃の記憶を失ったかのように振舞っていたが、去り際に元の口調で「待っていて欲しい」と工作に語りかけ、日本を旅立っていった。
尻山工作（しりやま こうさく）
メカマニアの小学生。ロボットポリスの噂を聞きつけて警視庁を覗きに来た際にゴヨーダと知り合う。普段はゴヨーダのメカニック担当として行動を共にしている。
尻山警部
工作の父で警視庁の警部（所属課は不明）。メカマニアの工作やゴヨーダ達に振り回されることが多い。
シャゲキング
警視庁の最新技術により製作されたロボットポリス。両腕に3連式のガトリングガン名前の通り射撃の腕は超一流でバイクで犯人を追いかけることもある。実力も機能も十分なものであったが、ゴヨーダのドジに巻き込まれることが多くなり、ボロット扱いされてスーパーメ課に飛ばされてしまう。一度ロボット警察犬『ロボドッグ』を連れていたがドロボットに分解されてしまった。
ロボポチ
ロボドッグの余剰パーツで製作されたボロット犬。似たような境遇のゴヨーダと行動を共にしている。普通の犬以上の能力があるがやはりドジを踏むことが多い。終盤で出番が少なくなる。
ジャンボッド
大柄でパワーもあるが間抜けなボロットポリス。語尾に「～ど」とつけるのが特徴。
パトパト
婦警タイプボロット。気弱で泣き虫な性格なためびびってしまいしっかりと取り締まれないことが多い上に、人間の男に触られると回路が暴走して化け物のような風貌で暴れだす。
シャーロック・ホーモズ
探偵タイプロボット。ロボットだがホモで、性能は優秀なはずだが抜けているところもある。お手柄バッジを3個持っているが、両胸に2つ、股間に1つという微妙な位置に装着している。
キッカイ帝王
悪の組織「キッカイ団」のボス。世界征服を目論んでいるが「小さなことからコツコツと」というモットーを遵守しており、チープな計画が多い。元々は妻と一人息子を持つ普通の父親だったが、妻子を捨ててキッカイ団を組織した。最後の戦いにて、実は「書初に「世界征服」と書いて妻に笑われた」というだけの理由で世界征服を目指していたことが判明。敗北後は妻子と和解し、改心してマジメに働くようになる。
Dr.ブレイン
頭部が脳を入れたカプセルになっているロボット科学者で帝王の命令により悪のロボットを作るが、計画のくだらなさに呆れることが多い。
署長
警視庁の署長で階級は不明。ゴヨーダ達ボロットのドジっぷりに頭を悩ませている。初期は「長官」とされていた。
ロボキング
ころっけ所属のスーパーロボットポリス。シャゲキングのガトリングガンの弾丸を全て着弾前に撃ち落とすほどの高性能を誇るが、突如暴走して破壊の限りを尽くす。最期はころっけ特製爆弾によるゴヨーダの捨て身の攻撃で爆散。実は最初から暴走するようにプログラムされており、全てはロボットの「自分を犠牲にしてでも周囲を守る」意志を試すテストであった。

### キッカイ団のロボット
ゴッツアンデストロイヤー
キッカイ団犯罪ロボット第一号。食い逃げを繰り返して食料を枯渇させるのが任務。逃げ足はすざましいが最終的にゴヨーダの罠に掛かり炎上した。設計図段階ではややシャゲキングに似た外観をしていた。
ヘンタイジャーH
中年男性の様な外観をした変質者ロボット。一種の露出行為で女性を恐怖に陥れるのが任務。戦闘能力にも秀でてシャゲキングを破壊するなどゴヨーダを苦戦させたが、弾切れを起こすと人格がオカマ化してしまい、気持ち悪いとゴヨーダと帝王に逃げられる。計画では街中の女性を脅した後で帝王が変態よけのお守りを売る詐欺の予定だった。
ドロボット
名前の通りのコソ泥ロボット。子供達の貯金箱を盗むのが任務。ロボドッグをドライバーミサイルであっさり分解する。ロボポチに足に食らいつかれるが入れ歯が外れて逃亡した。読者公募の際に見本として公開された初期デザインでは忍者の様な外観だった。
ゴルゴルゴ13号
スナイパーロボット。「あめりか大統領のベルトを撃ちぬき全世界にパンツ姿をさらけ出す」という目的で雇われた。射撃能力はすごいらしいが銃を逆さに持つ致命的ミスを犯し自滅。
ネコババ
化け猫ロボット。通行人を脅して落とした財布を集める。貧乏な飼い主を助けるために猫が中に入って操縦していたが、説得しようとした飼い主を襲ってしまい事情を知った帝王の命令で元に戻された。
マンビキマン
万引きロボット。商品を吸い込んで盗むが吸い込んだ分だけ体が膨らむのが欠点。ゴヨーダ達を商品で足止めするが逆に利用され爆破される。
ゾンビロボ
キッカイ団が警視庁を襲撃するため大量に送り込んだロボット。ホラー作品のゾンビのようにいくら銃弾を当てても怯まないが、それは材料不足のため頭部以外は骨組みしかなく（動力も電池一本とモーターのみ）、体の大半が空洞に過ぎないからである。銃が効かないのは攻撃は脇をくすぐり気絶させるのみ。ゴヨーダがドジで漏電したことで故障してしまった。
なお、この回の扉絵には『バイオハザード』などに記載される「このゲームには暴力シーンやグロテスクな表現が含まれています」をパロディ化した「このまんがには暴力シーンやグロテスクな表現があまり含まれていません」という表記がある。
ピンポンダッシャー
日本中の家にピンポンダッシュを行いノイローゼにさせるために開発。ボタンを押すことしかできない自分をの開発理由に悲観しボタンを押さないことを誓うが、誘惑に負けてゴヨーダの自爆スイッチを押してしまう。
マイ号
子供を迷子にさせるロボット。帝王が特売品の明太子を買うためにデパートに連れて行くがマイ号自身が迷子になってしまう。ゴヨーダの勘違いでデパートが爆破されたことでようやく登場できた。
ルパンダー
腹に「る」を描いたパンダの外観を持つ怪盗ロボット。煙幕で攪乱している間に警官隊に自分を模したマスクを被せるという早業をみせるが自分もマスクを被っていた。博物館から古代エジプトの秘宝を奪って帝王達と共に気球で逃亡を図るが追跡してきたゴヨーダ達が気球にのって定員オーバーとなり、ゴンドラごと落下して失敗に終わった。

## 用語
お手柄バッジ
ロボットポリスが犯人逮捕や事件の解決に協力すると1個もらえる。10個貯まると優秀なロボットとしてスーパーロボットポリスに改造される。0個になると署長の思いつきで解体される。
スーパーメ課
物語途中からゴヨーダが所属する部署。「スーパーメカ」とは名ばかりで、実態は警察署で手を焼いていたボロットを集めている。ここでもドジが続くとスクラップにされる。普段は自習の教室のような状態となっており、やる気のないボロットが多い。その反面、戦車や大型潜水艦、飛行船を保有しボロット達にも有事用オプションで追加武装が用意されている。
キッカイ団
悪の組織。ロボットを犯罪に利用し世界征服を目論むがくだらないチープな犯罪計画が多く、ロボットの性能も低いため失敗が多い。帝王の引退により潰れたが名前だけは残っている。
国際ロボット警察
通称「ころっけ（こくさいろぼっとけいさつ）」。世界中で多発する凶悪犯罪を取り締まるため優秀なスーパーロボットポリスを集めた組織。略し方が強引である。

## 備考
- アニメやゲームなどのタイアップ作品の多い作者にとって久々のオリジナル作品であった。
- 連載中に読者からキッカイ団のロボットのデザインを募集する企画を行い、優秀作は作品内に登場している。